# 色っぽい じれったい
『色っぽい じれったい』（いろっぽい じれったい）は、モーニング娘。27枚目のシングル。2005年7月27日に発売された。

## 概要
矢口真里脱退後、石川梨華卒業後、唯一の7期メンバー久住小春加入後初シングル。センターは高橋愛。メインボーカルは高橋愛、田中れいな、藤本美貴。2005年5月に大阪で行われたファンクラブ限定の久住の握手会イベントにおいて曲名発表および久住による歌い出しの披露が行われた。

## 東名阪握手サーキット
2005年8月27日に実施された握手会イベント。新曲発売以外の握手会イベントとしては新メンバーのみの握手会やハワイでのファンクラブツアーでの握手会等を実施しているものの、モーニング娘。の新曲発売に伴う握手会としては「LOVEマシーン」以来6年ぶりとなった。新メンバーの久住を含めたモーニング娘。の全メンバーが3組に分かれて1日で横浜（横浜BLITZ）・名古屋（名古屋市民会館）・大阪（豊中市民会館）を廻るもの。初回限定盤および通常盤の初回出荷分の購入者のみ申し込むことが出来るようになっており、シングルV購入者は申込出来なかった。メンバーの組み分けおよび会場を廻る順序は以下の通り。
- Aチーム ：吉澤ひとみ 紺野あさ美 道重さゆみ 久住小春（名古屋→大阪→横浜）
- Bチーム ：高橋愛 小川麻琴 田中れいな（大阪→横浜→名古屋）
- Cチーム ：新垣里沙 藤本美貴 亀井絵里（横浜→名古屋→大阪）

## 収録曲
全作詞・作曲：つんく
1. 色っぽい じれったい
編曲：鈴木Daichi秀行
  - 久住と亀井絵里のセリフから始まる。ラテン調であり、打ち込み路線だった近作とは異なり生楽器が多用されている。
  - ダンスでもイントロ、間奏、アウトロではフラメンコ風となっており、衣装も赤のフラメンコ風であった。
2. 愛と太陽に包まれて
編曲：AKIRA
3. 色っぽい じれったい (Instrumental)

## 参加メンバー
- 4期：吉澤ひとみ
- 5期：高橋愛、紺野あさ美、小川麻琴、新垣里沙
- 6期：藤本美貴、亀井絵里、道重さゆみ、田中れいな
- 7期：久住小春

## 参加ミュージシャン
- 鈴木Daichi秀行 - プログラミング&ギター(1)
- こーじ - ギター(1)
- 古川昌義 - アコースティックギター(1)
- 笹本安詞 - ベース(1)
- 竹上良成 - サックス(1)
- 鈴木正則 - トランペット(1)
- 竹内浩明 - コーラス
- つんく♂ - コーラス(1,2)
- AKIRA - プログラミング&コーラス(2)

## 収録アルバム
- レインボー7
- モーニング娘。 ALL SINGLES COMPLETE 〜10th ANNIVERSARY〜